# 傑納西縣 (密歇根州)
傑納西縣（英語：Genesee County）是美国密西根下半島的一個縣。面積1,682平方公里。根據2020年美國人口普查，共有人口406,211人。縣治弗林特。該縣成立於1835年3月28日，縣名來自纽约州的同名縣。